# Motylem jestem, czyli romans 40-latka
Motylem jestem czyli romans 40-latka – polski film fabularny z 1976 w reżyserii Jerzego Gruzy, kontynuacja serialu Czterdziestolatek.

## Fabuła
Stefan Karwowski, podobnie jak w pierwszych odcinkach Czterdziestolatka, pełni funkcję kierownika odcinka budowy, tym razem Dworca Centralnego w Warszawie. Wytypowany przez wiceministra Stefana Zawodnego na funkcję przedstawiciela budowniczych Dworca w teleturnieju „Człowiek Miesiąca” występuje w nim z pacynką „Wackiem” i wygrywa konkurs. Po tym sukcesie dołącza do zespołu artystów z programu, z którymi występuje w objazdowym show. W czasie wyjazdów ma miejsce tytułowy romans Stefana Karwowskiego z piosenkarką Ireną Orską graną przez Irenę Jarocką. Ostatnie sceny filmu mają miejsce w dniu uroczystego otwarcia Dworca Centralnego.

## Obsada
- Andrzej Kopiczyński jako inżynier Stefan Karwowski
- Irena Jarocka jako piosenkarka Irena Orska
- Irena Kwiatkowska jako Kobieta Pracująca – nadinspektor schodów ruchomych na dworcu Warszawa Centralna
- Anna Seniuk jako Magda Karwowska
- Piotr Kąkolewski jako Marek, syn Karwowskich
- Janusz Kłosiński jako dyrektor Wincenty Wardowski
- Roman Kłosowski jako technik Roman Maliniak
- Bohdan Łazuka jako tancerz homoseksualista
- Leonard Pietraszak jako doktor Karol Stelmach
- Wojciech Pszoniak jako redaktor Oswald z TV
- Igor Śmiałowski jako aktor w telewizji
- Saturnin Żórawski jako wiceminister Stanisław Zawodny
- Wadim Berestowski jako barman Edward
- Andrzej Chrzanowski jako inżynier Morszczuk
- Zofia Czerwińska jako pani Zosia (Nowosielska)
- Bożena Dykiel jako Stenia Walenciakowa, żona dozorcy Walenciaka
- Agnieszka Fitkau-Perepeczko jako pani Burk, stylistka mody, autorka kimon
- Aleksander Fogiel jako taksówkarz Marian
- Stefan Friedmann jako robotnik na budowie
- Jan Gałązka jako Antoni Walenciak, dozorca w bloku Karwowskich
- Mariusz Gorczyński jako Zawilec, impresario Orskiej
- Leon Grigoriew jako iluzjonista
- Jan Himilsbach jako pijaczek przy budce telefonicznej
- Irena Kownas jako Miazgałowa, pani z saksofonami
- Zofia Sykulska-Szancerowa jako pani Maria, sekretarka ministra Zawodnego
- Jadwiga Kuryluk jako garderobiana w telewizji
- Janusz Paluszkiewicz jako robotnik na budowie
- Joanna Sienkiewicz jako script-girl w telewizji
- Grażyna Woźniak jako Jagoda, córka Karwowskich
- Katarzyna Łaniewska jako żona Maliniaka